# Jim Abbiss
Jim Abbiss (...) è un produttore discografico britannico.

## Carriera
Ha iniziato la sua carriera nel mondo della musica suonando le tastiere nel gruppo The Pleasure Heads. Alla fine degli anni '80 passa al lavoro di produzione, sound engineer e missaggio affiancando inizialmente Owen Morris.
Nel corso della sua carriera ha lavorato con artisti come Placebo, Björk, Massive Attack, Mono, Bombay Bicycle Club, Editors, The Noisettes, Kasabian, The Kooks, Emeli Sandé, The Temper Trap, Birdy, KT Tunstall, Adele e Arctic Monkeys.
Ha vinto nel 2012 il Grammy Award come album dell'anno avendo fatto parte dello staff di produzione del disco 21 di Adele.